# Асеново (Плевенская область)
Асеново (болг. Асеново) — село в Болгарии. Находится в Плевенской области, входит в общину Никопол. Население составляет 267 человек.

## Политическая ситуация
В местном кметстве Асеново, в состав которого входит Асеново, должность кмета (старосты) исполняет Петыр Францов Иванов (Болгарская социалистическая партия (БСП)) по результатам выборов.
Кмет (мэр) общины Никопол — Валерий Димитров Желязков (Болгарский земледельческий народный союз (БЗНС)) по результатам выборов.